# Tabăra (okręg Neamț)
Tabăra – wieś w Rumunii, w okręgu Neamț, w gminie Icușești. W 2011 roku liczyła 131 mieszkańców.